# ST vz. 39
De ST vz. 39, ook wel de V-8-H, was een Tsjecho-Slowaakse middelzware tank, die aan het einde van de jaren 1930 werd ontworpen door ČKD. In totaal zijn er twee prototypes gebouwd die beide ook zijn getest door het Duitse leger.

## Voorgeschiedenis
In het midden van de jaren 1930 hadden ČKD en Škoda in samenwerking de ŠP-II-b middelzware tank ontwikkeld. Škoda was echter niet zozeer geïnteresseerd in het voertuig en in de samenwerking dus startten ze een eigen ontwerplijn, waaronder de T-21, de basis van de Hongaarse Turán. Hierdoor ging ČKD uiteindelijk ook haar eigen weg en ontwierp de V-8-H. Deze tank was de eerste tank die volledig onafhankelijk van derden werd ontworpen door ČKD Praga. De V-8-H, V-8 staat voor de motor en de H staat voor de rupsbanden, leek qua ontwerp veel op de ŠP-II-b. Ook werden de negatieve aspecten ongewild overgenomen, zoals de onbetrouwbare motor.
Het eerste prototype was gereed in 1937 en werd direct uitvoerig getest over een periode van zes maanden. De tank werd goedgekeurd en aangeboden aan meerdere landen, waaronder Denemarken, Egypte, het Verenigd Koninkrijk en anderen. Het prototype woog echter rond de veertien ton, terwijl veel bruggen een maximaal draaggewicht hadden van tien ton. Dit was de reden dat veel landen afzagen van de aankoop van het model. Enkel Italië, Zweden en Zwitserland toonden meer interesse in het voertuig.
Aan het einde van 1937 organiseerde het Tsjecho-Slowaakse leger een officiële tanktest in twee categorieën; infanterieondersteuning en verkenning, vergelijkbaar met de Britse indeling in diezelfde tijdsperiode. Ook de V-8-H nam deel aan deze tests en wist de Škoda Š-II-c (T-21) te overtreffen. In diezelfde tijd kwam er ook behoefte aan een middelzware tank. De legerleiding zag hoe het Duitse leger groeide en met het verschijnen van de Panzer III kwam de vraag voor een middelzware tank steeds vaker naar voren. Er werd een nieuwe test georganiseerd, specifiek voor het verkrijgen van een middelzware tank. Vanaf april 1938 werd de tank uitvoerig getest en onderging veel wijzigingen, waardoor de tank ongeveer twee ton zwaarder werd. Vrijwel alle onderdelen werden vervangen en verbeterd, waaronder ook de zwakke motor.
In alle haast werd er door het leger een bestelling geplaatst voor 300 V-8-H tanks, maar deze bestelling werd op een succesvolle manier geblokkeerd door de tankbemanningen die de tank hadden getest, omdat zij hadden bemerkt dat de tank onbetrouwbaar was. Ook lukte het ČKD niet om een overeenkomst te sluiten met Škoda voor een gedeelde productie. Zodoende was de tank niet in serieproductie genomen toen Duitsland Tsjechoslowakije binnenviel. Het prototype werd door de Duitsers in beslag genomen en getest. Ook werd er een tweede prototype besteld zonder koepel en bewapening met de aanduiding V-8-HII of V-8-Hz. De tank werd door de Duitsers niet in productie genomen.
Roemenië was geïnteresseerd in zowel de V-8-H als de T-21. Beide voertuigen werden getest en bleken vrijwel aan elkaar gelijk, maar de T-21 had een grote fout in de aandrijflijn. Ondanks dat werd uiteindelijk toch gekozen voor de T-21 van Škoda, maar om politieke redenen zou het voertuig niet geleverd kunnen worden. Ook Scania-Vabis uit Zweden had serieuze plannen voor de aankoop van een gewijzigde versie van de V-8-H, de V8H-Sv (Sverige: Zweden). Dit zou de opbouw zijn van de V-8-H, maar het chassis van de TNH. Door het gewijzigde ontwerp waren de dimensies ook enigszins gewijzigd: Lengte: 5,35 m; Breedte: 2,5 m; Hoogte: 2,2 m; Gewicht: 20 ton; Bepantsering: tot 60 mm.
Beide V-8-H prototypes zijn de gehele oorlog opgeslagen geweest in een fabriek van ČKD en kort na de oorlog gesloopt.

## Ontwerp
De tank was ontworpen als infanterie-ondersteuningstank en voor het uitschakelen van vijandelijke tanks. Het pantser werd aan elkaar geklonken of geschroefd en dit had een dikte van 12–32 mm. Het chassis had vier dubbele wielen welke een bladvering hadden. Voor de terugleiding van de rupsband werden er vier ondersteuningsrollen geïnstalleerd. De tank maakte gebruik van achterwielaandrijving en de bodemdruk was 0,56 kg/cm². De motor was een Praga NR watergekoelde, 8-cilinder benzinemotor met een inhoud van 14.235 cc en een vermogen van 260 pk. De Praga-Wilson transmissie had vier versnellingen vooruit en een vijfde achteruit.
De bestuurder zat in de rechtervoorzijde van de romp en de radiobediener was links van hem geplaatst. Hij beschikte over een machinegeweer. De brandstoftanks hadden een inhoud van 260 liter. In de toren was plaats voor de commandant en de schutter. Voor beiden was er een rond luik in de bovenzijde van de toren. Ook had de commandant de beschikking over twee periscopen.
De hoofdbewapening was een Škoda A9 47 mm kanon, maar deze werd later vervangen voor de Škoda A11, een verbeterd type van hetzelfde kaliber. Rechts van het kanon werd een 7,92 mm ZB vz. 37 zwaar machinegeweer in de toren gemonteerd. De totale munitie voor het kanon was 80 granaten, en voor de twee machinegeweren waren 3000 patronen beschikbaar. Het A11 kanon had een kaliber van 43,4 en het schoot granaten met 782 m/s. De penetratie was 48 mm met een helling van dertig graden tot 500 meter en 41 mm op een afstand tot 1 kilometer.